# Paul Moga

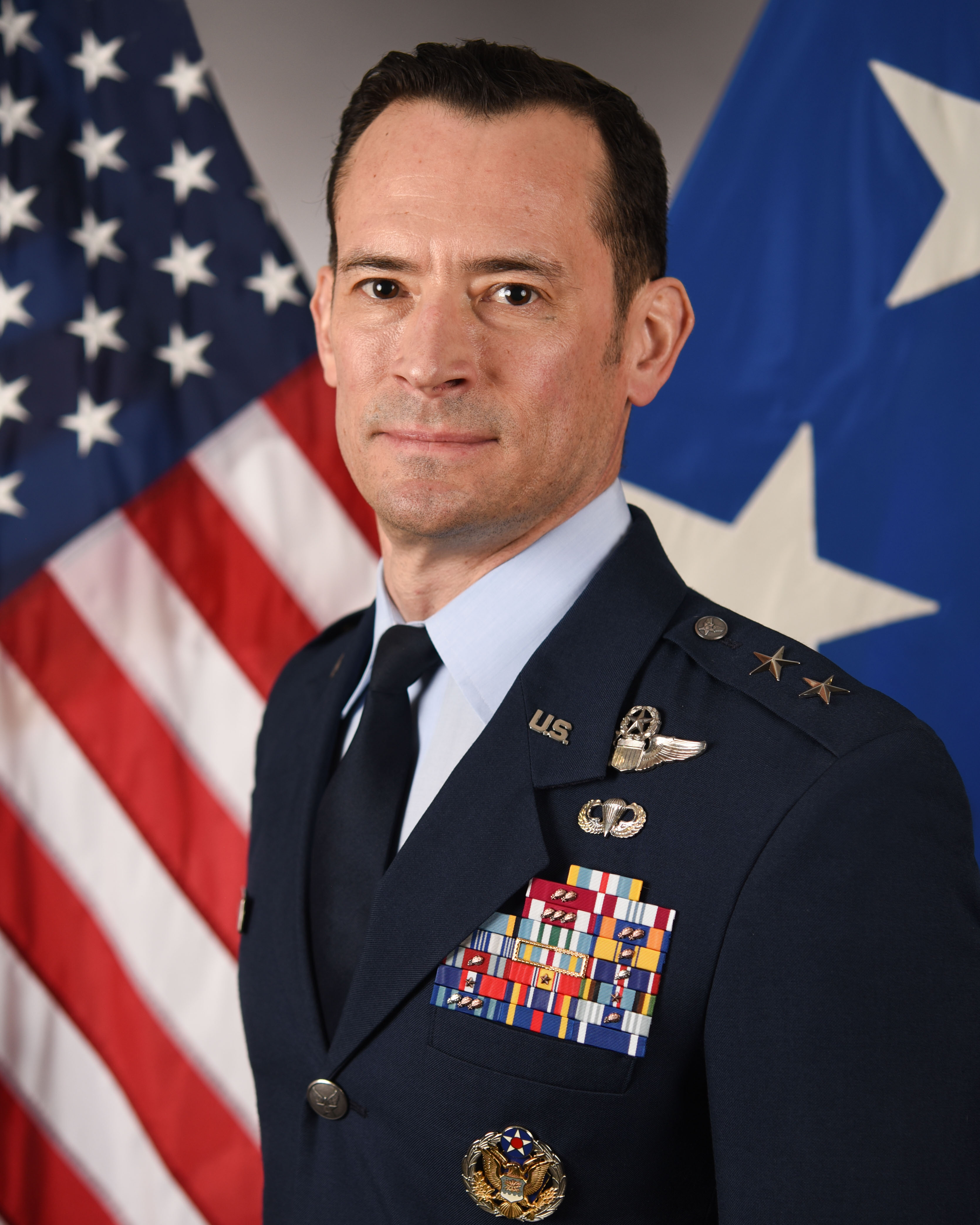
Paul D. Moga (2024)

Paul Daniel Moga (* 13. November 1972 in Saint Paul, Ramsey County, Minnesota) ist ein Generalmajor der United States Air Force. Zurzeit (März 2025) kommandiert er die 3. Luftflotte.
Im Jahr 1995 absolvierte er die United States Air Force Academy in Colorado Springs. Nach seiner Graduation wurde er als Leutnant in das Offizierskorps der Air Force aufgenommen. In der Folge durchlief er alle Offiziersgrade vom Leutnant bis zum Zwei-Sterne-General.
Im Lauf seiner militärischen Karriere absolvierte er verschiedene Kurse und Schulungen. Dazu gehörten unter anderem eine Ausbildung zum Kampfpiloten und weitere Fortbildungskurse als Pilot neuer Flugzeugtypen; die Squadron Officer School auf der Maxwell Air Force Base in Alabama; das Air Command and Staff College über einen Fernkurs; das NATO Defense College in Rom in Italien; die Joint and Combined Warfighting School des Armed Forces Staff Colleges in Norfolk in Virginia; der Senior Leader Orientation Course in Washington, D.C. und der Capstone General and Flag Officer Course der National Defense University, ebenfalls in Washington, D.C. Außerdem erhielt er akademische Grade von der Southwest University in El Paso in Texas und der University of North Carolina at Chapel Hill.
In seinen frühen Jahren als Offizier der Luftwaffe war er an verschiedenen Stützpunkten in den Vereinigten Staaten stationiert. Dabei war er als Pilot, Flugausbilder oder Stabsoffizier bei unterschiedlichen Einheiten tätig. Dazwischen absolvierte er die erwähnten Schulungen. Moga war an Einsätzen bei der Bombardierung Jugoslawiens und im Irakkrieg beteiligt.
Zwischen Februar 2013 und Juni 2015 war er als Oberstleutnant Stabsoffizier beim United States European Command in Stuttgart. Es folgte eine Versetzung zur Sheppard Air Force Base in Texas, wo er zwischen Juni 2015 und April 2017 stellvertretender Kommandeur des 80. Ausbildungsgeschwader (80th Flying Training Wing) war.
Anschließend übernahm er auf der Eglin Air Force Base in Florida das Kommando über das 33. Kampfgeschwader (33d Fighter Wing). Diese Aufgabe erfüllte er zwischen April 2017 und Juni 2019. Danach gehörte er bis zum Juli 2020 dem Stab im Hauptquartier der Air Force an. Dort leitete er die Unterabteilung für strategische Planungen und Integration (Chief, Strategic Planning and Integration Division). Es folgte eine Versetzung zur Peterson Space Force Base in Colorado. Dort gehörte er bis zum Mai 2021 dem Stab des North American Aerospace Defense Commands (NORAD) an.
Mogas nächster Auftrag führte ihn nach Colorado Springs zur Air Force Academy. Zwischen Mai 2021 und Juni 2023 war er dort Führungsoffizier der Kadetten (Commandant of Cadets). Daran schloss sich eine Versetzung zur Ramstein Air Base in Deutschland an. Zwischen Juli 2023 und April 2024 war er dort Stabschef der United States Air Forces in Europe – Air Forces Africa. Am 3. April 2024 übernahm er ebenfalls auf der Ramstein AB als Nachfolger von Derek France das Kommando über die 3. Luftflotte. Dieses Amt übt er bis heute (März 2025) aus.
Während seiner aktiven Zeit als Militärpilot absolvierte er über 2600 Flugstunden auf verschiedenen Flugzeugtypen.

## Daten der Beförderungen
| Abzeichen | Rang               | Jahr             |
| --------- | ------------------ | ---------------- |
|           | Second Lieutenant  | 31. Mai 1995     |
|           | First Lieutenant   | 31. Mai 1997     |
|           | Captain            | 31. Mai 1999     |
|           | Major              | 1. Juli 2005     |
|           | Lieutenant Colonel | 1. März 2009     |
|           | Colonel            | 1. Juni 2015     |
|           | Brigadier General  | 2. Dezember 2020 |
|           | Major General      | 5. Dezember 2023 |

## Orden und Auszeichnungen
Paul Moga erhielt im Lauf seiner militärischen Laufbahn unter anderem folgende Auszeichnungen:
- Defense Superior Service Medal
- Legion of Merit
- Defense Meritorious Service Medal
- Meritorious Service Medal
- Air Medal
- Aerial Achievement Medal
- Air Force Commendation Medal
- Air Force Achievement Medal
- Joint Service Commendation Medal
- Joint Meritorious Unit Award
- Air Force Outstanding Unit Award
- National Defense Service Medal
- Combat Readiness Medal
- Armed Forces Expeditionary Medal
- Kosovo Campaign Medal
- Global War on Terrorism Service Medal
- Air Force Longevity Service Award
- NATO-Medaille